# Личфилдский собор
Личфилдский собор (англ. Lichfield Cathedral), полностью собор Пресвятой Девы Марии и Святого Чеда (англ. Cathedral Church of the Blessed Virgin Mary and St Chad) — средневековый готический кафедральный собор в Личфилде (Стаффордшир), единственный средневековый английский собор, сохранивший три шпиля, часто называемые «Госпожами долины» (англ. Ladies of the Vale). 
Собор построен из песчаника, добытого в каменоломне к югу от Личфилда. В ходе английской революции и гражданской войны собор сильно пострадал и лишился всех своих витражей. При этом соборный двор является одним из наиболее цельных в Англии.
Стены нефа отклоняются от вертикали наружу, и в ходе реставрации около 200–300 тонн камня было снято со сводов, чтобы избежать обрушения.
| Длина внутренняя | Длина внутренняя   | 113 м  |
| Ширина           | нефа               | 21 м   |
| Ширина           | по трансептам      | 50 м   |
| Высота           | центрального шпиля | 77 м   |
| Высота           | западных шпилей    | 60,5 м |

## История

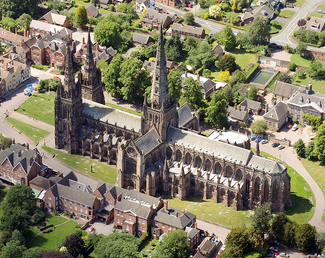
Вид сверху, ноябрь 2011
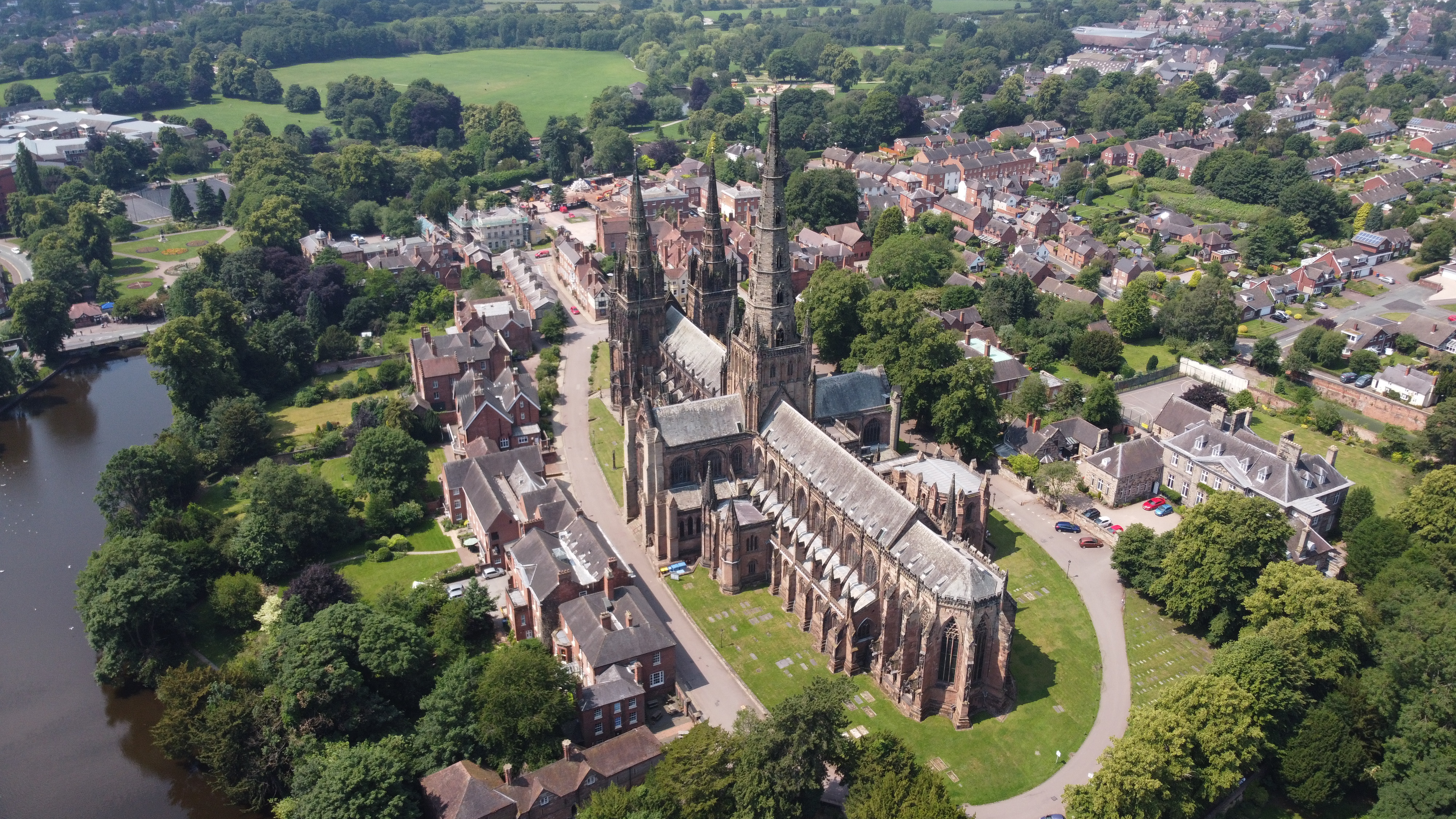
Вид сверху, июнь 2020
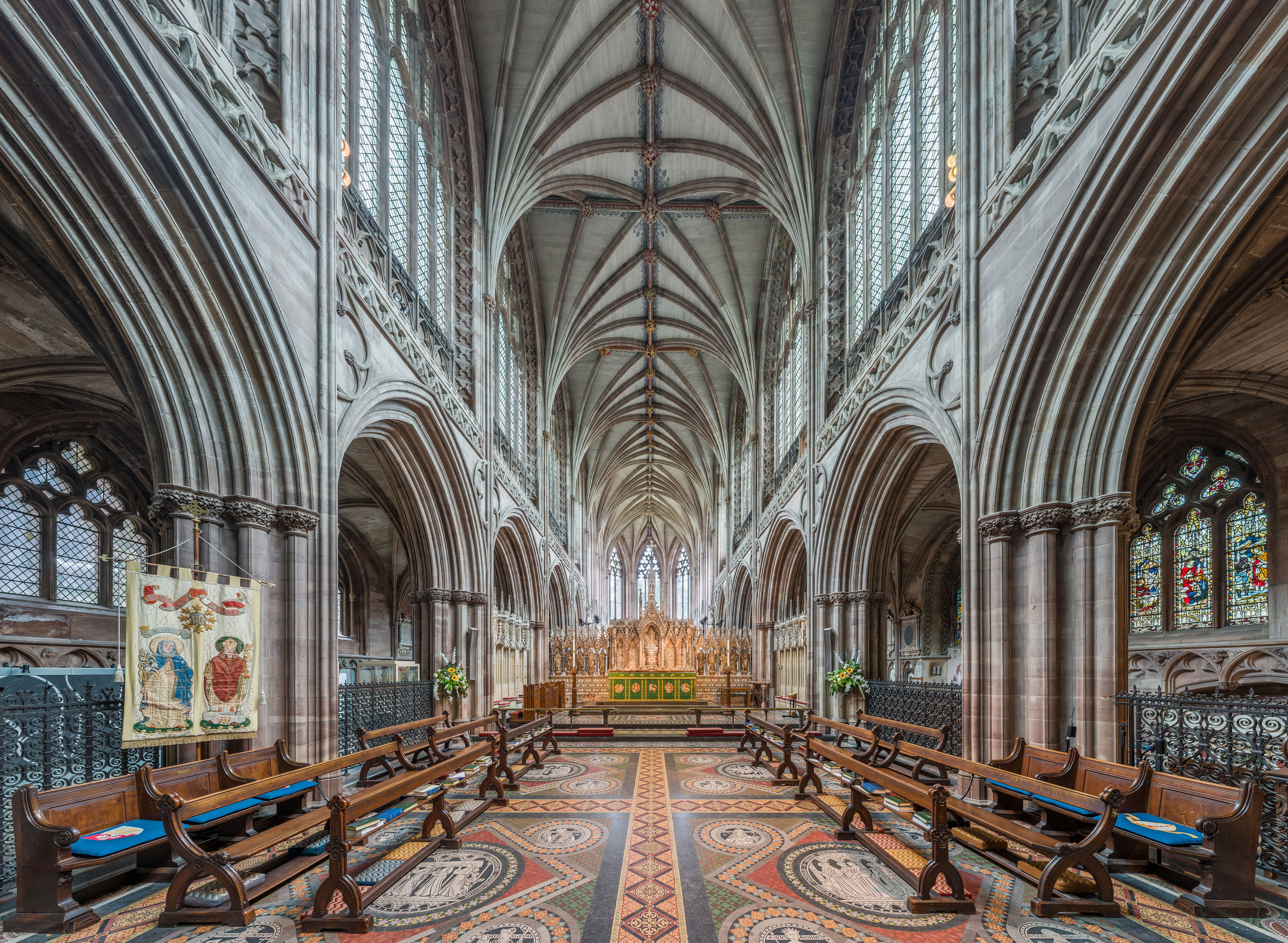
Алтарь
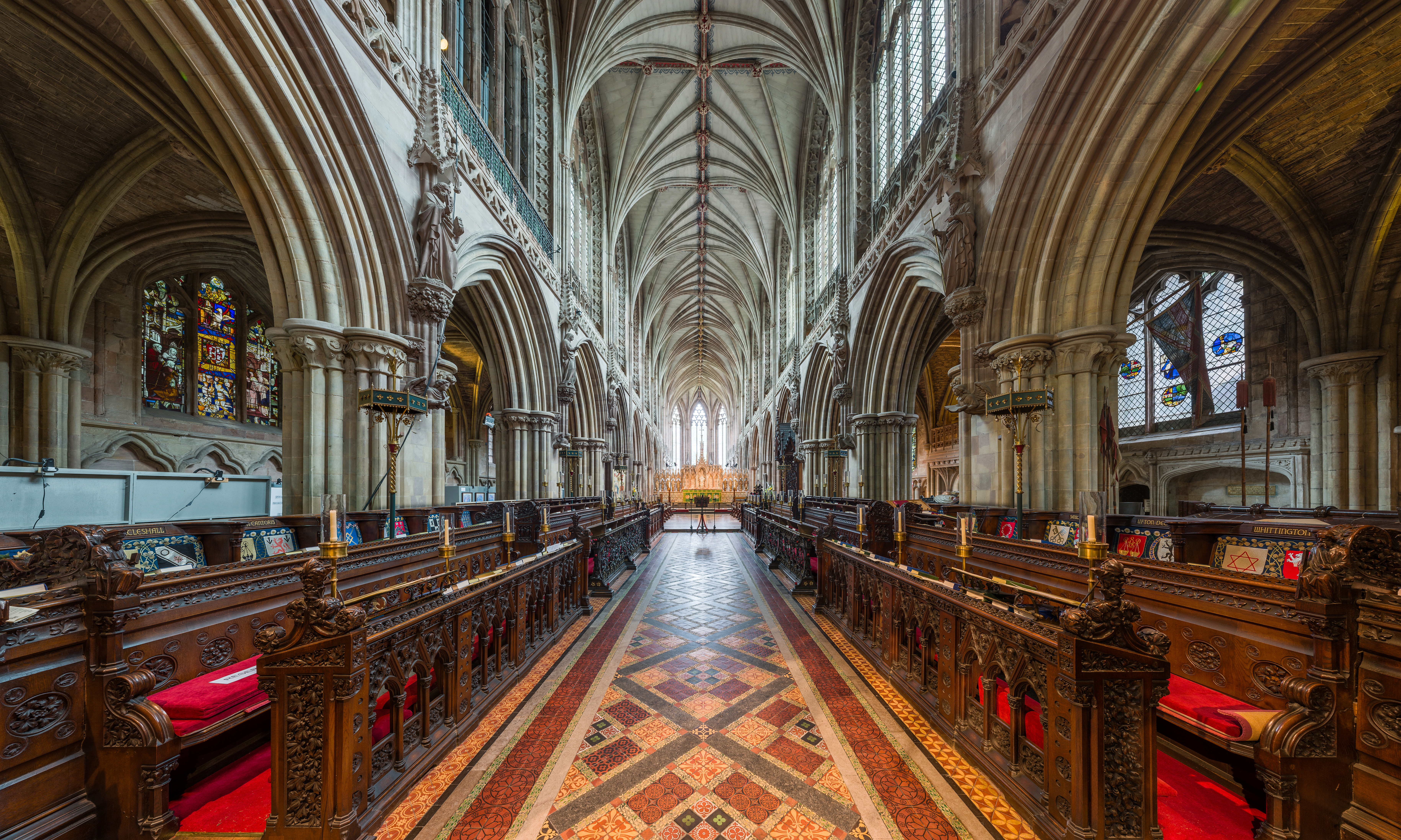
Хоры
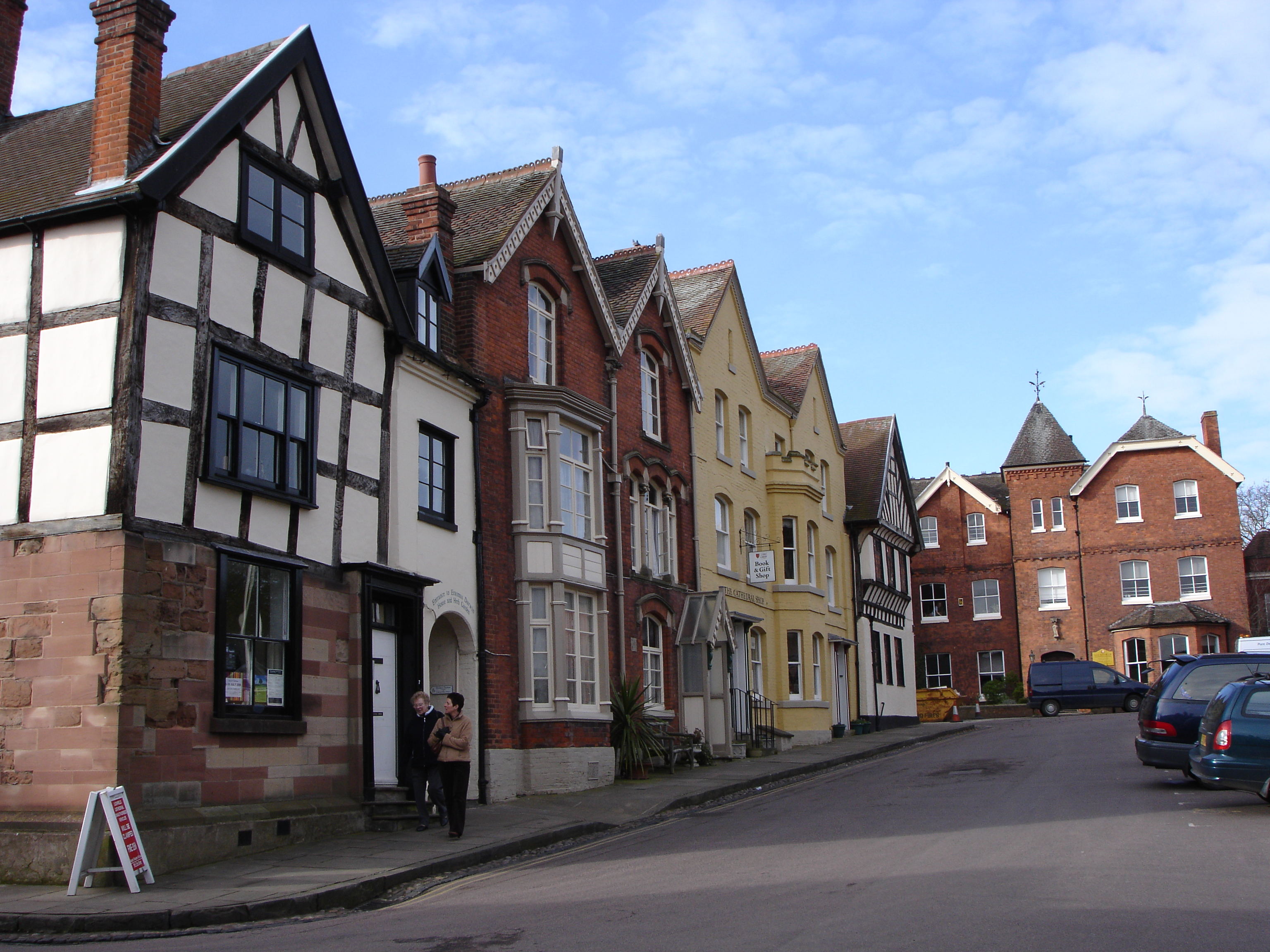
Соборный двор
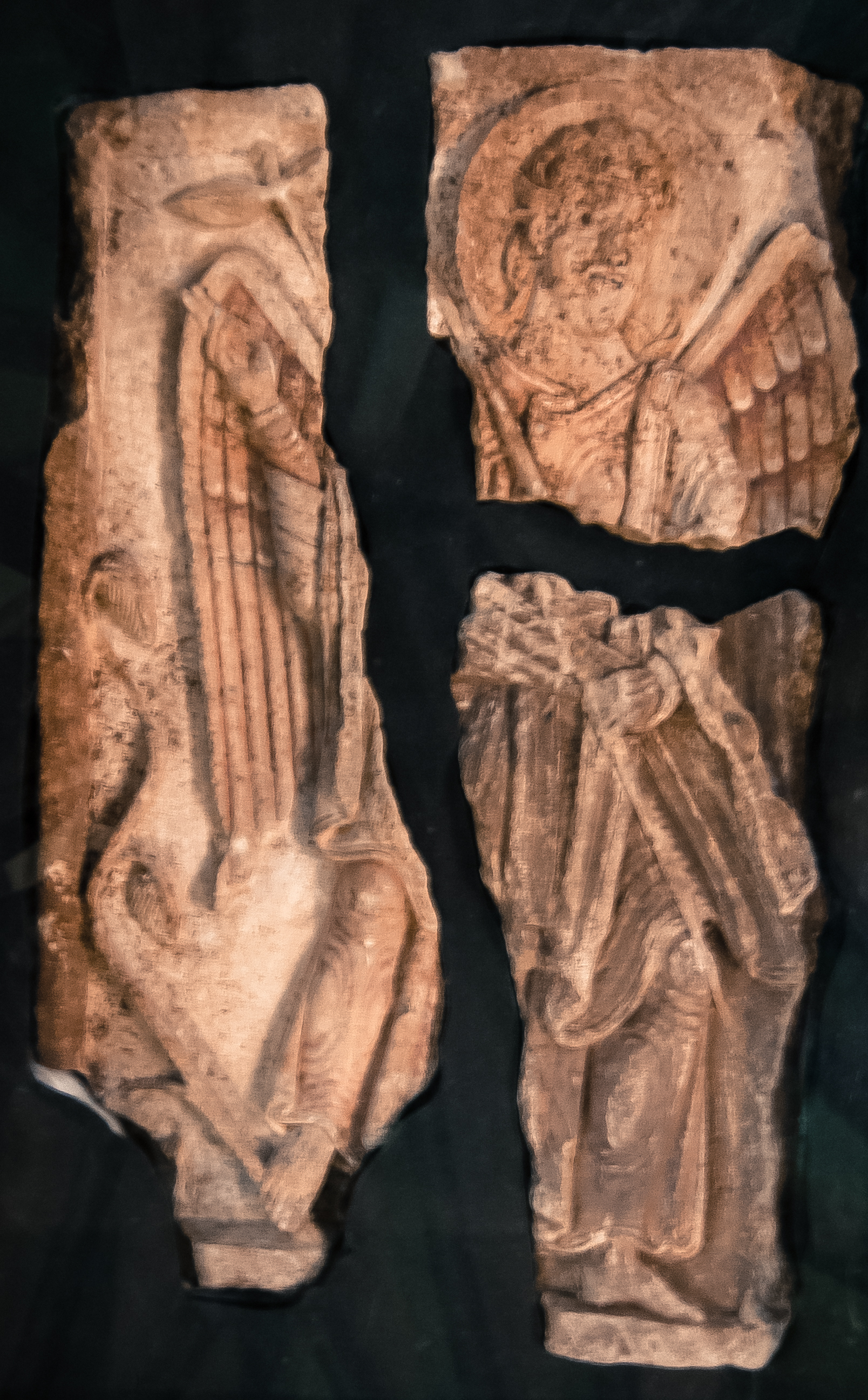
Личфилдский ангел
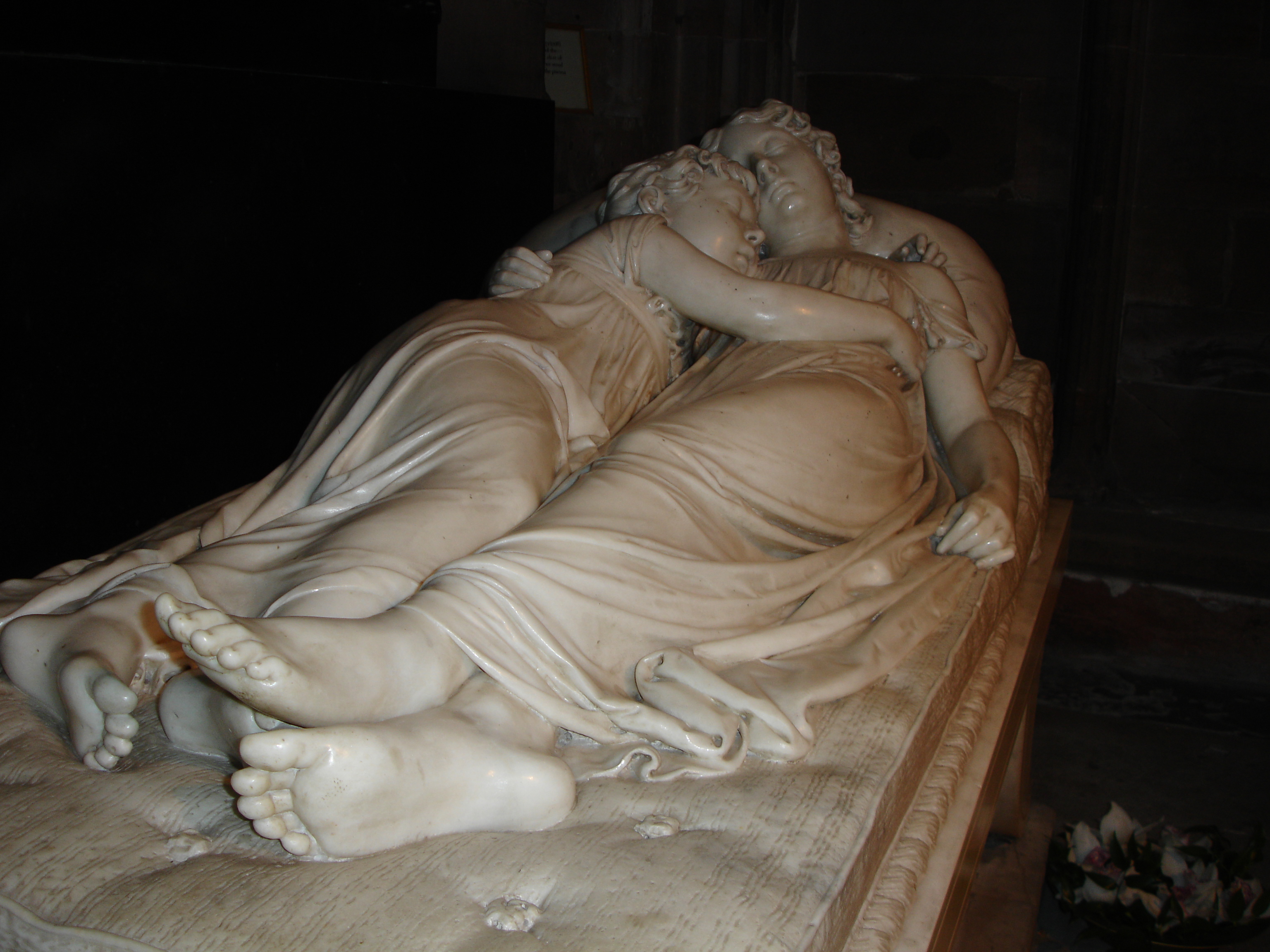
«Спящие дети[англ.]» (Ф. Чантри, 1817): Эллен-Джейн и Марианна Робинсон

Став в 669 году епископом в Мерсии, Чед переместил центр епархии из Рептона в Личфилд, вероятно, потому что Личфилд был местом религиозного поклонения мученичеству христиан при римлянах. На месте нынешнего собора первый храм был воздвигнут в 700 году епископом Хеддой для мощей святого Чеда (†672), ставших местом притяжения паломников. Король Мерсии Оффа был недоволен тем, что его епископы подчиняются архиепископу Кентерберийскому, потому что, хотя архиепископ и находился под влиянием Оффы, всё же Кент в Мерсию не входил. В 786 году Оффа намерился создать с позволения папы Адриана собственное архиепископство в Личфилде, которое объединяло бы епископов от Хамбера до Темзы. В ходе первого синода в Челси в 787 году архиепископство Кентерберийское было разделено и подчинено Личфилду, чему сопутствовали бурные протесты, в которых архиепископ Янберт потерпел поражение, а Хигберт избран архиепископом Личфилдским. Папа Адриан выслал Хигберту паллий в знак поддержки, а Оффа в благодарность обязался платить Святому Престолу ежегодно сумму на благотворительность и свечи в собор св. Петра. Личфилдское архиепископство, впрочем, закончилось всего лишь 16 лет спустя, вскоре после смерти Оффы, когда Этельгард вернул Кентербери все прежние права.
После завоевания Англии, начиная с 1085 года и до конца XII века прежняя деревянная англосаксонская церковь была перестроена в каменную в нормандском стиле, а в 1195 году началась перестройка нормандского здания в нынешнее готическое. Хоры датируются 1200-ми годами, трансепты — 1220—1240, неф начат в 1260 году, а завершено строительство в 1330-х Капеллой Девы Марии. Капитулярная зала построена к 1249 году, она восьмиугольной формы, украшена скульптурной резьбой. 
В ходе английской гражданской войны собор, окружённый стенами и рвом, между 1643–1646 годами претерпел три осады. Соборные клирики были кавалерами, а горожане Личфилда были на стороне Парламента. В 1643 году собор в первый раз осадил Роберт Гревиль, убитый 2 марта рикошетом от выстрела «глухого» Джона Дайотта, который с братом Ричардом занял позицию за крепостными зубцами на центральной башне. Командование принял Джон Джелл, которому роялисты сдались два дня спустя.

В апреле 1643 года экспедиционный корпус королевских войск под командованием принца Руперта прибыл из Оксфорда в Личфилд, и 8 апреля начал осаду. В ходе второго штурма сапёры Руперта взорвали под стенами первую в истории Англии мину. Полковник Расселл, командовавший войсками Парламента, не мог более защищать соборный двор и 21 апреля стался Руперту на условиях.

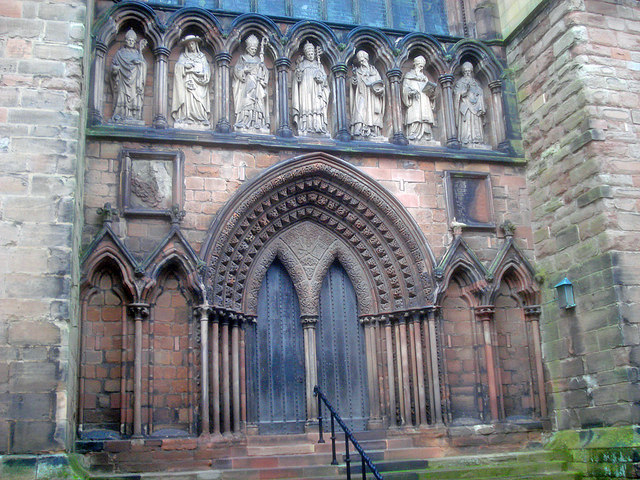
Семь скульптур из известкового бетона над южным порталом: свв. Августин, Иероним, Амвросий, Григорий Великий, Иоанн Златоуст, Афанасий и Василий

В ходе осад собор потерял центральный шпиль, кровлю и все витражи. После реставрации Стюартов епископ Джон Хекет занялся реставрацией собора, частично на пожертвования Карла II, но разрушения были полностью восстановлены лишь в XIX веке. Украшенный щипец западного фасада венчала крупная статуя Карла II, ныне снятая и установленная перед южным порталом. 
XVIII век, будучи временем расцвета города Личфилда, стал эпохой упадка собора. Построенную в XV веке библиотеку с северной стороны от нефа снесли, а книги переселили в помещение над капитулярной залой. С западного фасада сняли большинство статуй, а стены покрыли известковой штукатуркой. К концу века крупными переделками в соборе занялся Уайетт. Он убрал алтарь, объединив хоры с капеллой Девы, а перед хорами поставил массивную каменную преграду. Капитул нанял Френсиса Эгинтона расписать восточное окно и выполнить некоторые другие работы.
В Капелле Девы Марии в результате реставраций появились прекрасные витражи 1530-х годов из бельгийского аббатства Херкенрод, приобретённые в 1801 году при ликвидации монастыря в ходе наполеоновских войн. В 1819 году несколько окон изготовлены  фирмой «Betton and Evans».
Западный фасад претерпел серьёзную реконструкцию под руководством сэра Джорджа Гилберта Скотта. Значительное число скульптур королей, королев и святых было, по возможности, восстановлено или воссоздано в 1877—1884 годах местным скульптором Робертом Бриджменом (англ. Robert Bridgeman), а королеву Викторию изваяла её дочь Луиза.
Средневековые камни из уайеттовской преграды Скотт использовал в оформлении мизерикордий, а новую преграду по его рисунку выполнили из железа Френсис Скидмор и Джон Бирни Филип. Она является совершенным образцом викторианской неоготики. При раскопках на хорах обнаружены средневековые керамические плитки пола, воссозданные фирмой «Mintons» (оригиналы выставлены в библиотеке).
Витражи  изготовил Чарльз Эмер Кемпе.
В ходе эпидемии COVID-19 собор, закрытый для служб, 15 января 2021 года стал первым в Англии церковным зданием, в котором открылся вакцинационный пункт.

## Личфилдский ангел
В феврале 2003 года под нефом собора открыта скульптура архангела Гавриила VIII века. Известняковая плита величиной 600 мм была частью саркофага, вероятно, св. Чеда.  Она разбита на три части, но в остальном цела, и даже сохранила следы красной краски, которая близко соответствует краскам Личфилдского евангелия, датированного приблизительно 730 годом. Когда в 2006 году ангела впервые выставили на всеобщее обозрение, число посетителей утроилось. После полуторагодичных исследований в Бирмингеме, плита выставляется в соборе.

## Библиотека
Личфилдское евангелие, также известное как «Книга Чеда», представляет собой датированную приблизительно 730 годом иллюминированную рукописную книгу евангелий от Матфея и Марка, а также первые страницы евангелия от Луки, написанную, главным образом, на латыни с небольшими фрагментами на староваллийском. Из двух оригинальных томов один пропал во время английской революции, и осталось 236 страниц, в том числе восемь с иллюстрациями. Личфилдское евангелие сильно похоже на Линдисфарнское. Оно выставляется в капитулярной зале от Пасхи до Рождества.

## Музыка

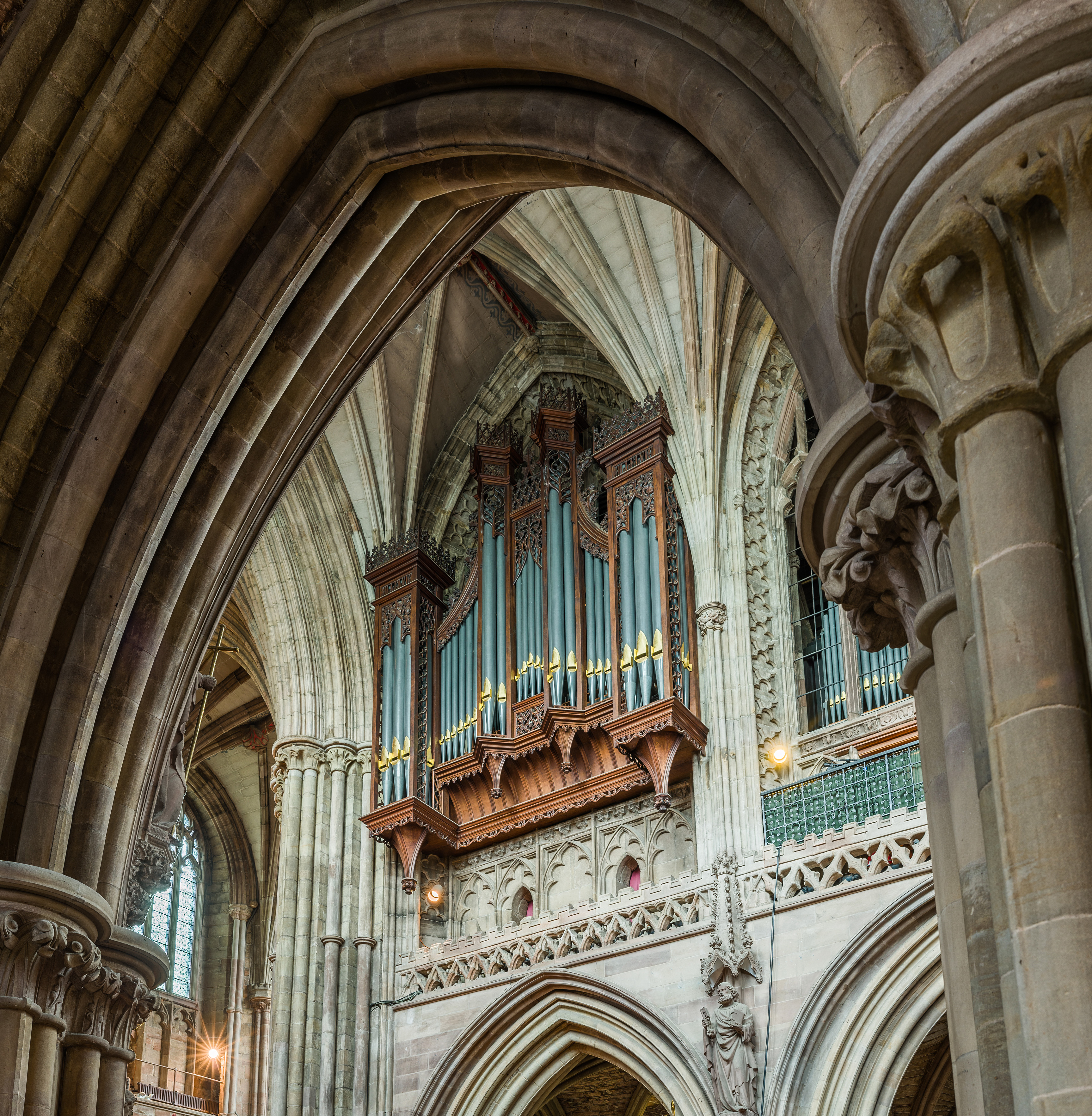
Орган Личфилдского собора

Среди органистов Личфилдского собора можно упомянуть композитора XVII века Майкла Иста и преподавателя и хорового дирижёра Уильяма Генри Гарриса (1883—1973), дирижировавшего на коронации Георга VI и Елизаветы II.
В хоре поют 9 взрослых певцов и мальчики и девочки числом до 18 в каждом хоре.